# Janoušov (Cotkytle)
Janoušov (německy Johannestal) je malá vesnice a část obce Cotkytle v okrese Ústí nad Orlicí. Nachází se asi dva kilometry jižně od Cotkytle a 2,8 kilometru východně od zemské hranice Čech a Moravy. Janoušov leží v katastrálním území Cotkytle o výměře 12,25 km².

## Název
Vesnice se původně jmenovala Jankov, od 18. století Janoušov (Janouš a Janek byly domácké podoby jména Jan). Německy byla vesnice v 19. století pojmenována Johannesthal ("Janovo údolí") na rozlišení od Janoušova u Šumperka, který měl německé jméno Johannesdorf ("Janova ves").

## Historie
První písemná zmínka o vesnici pochází z roku 1397.